# Abraham Bandholtz
Abraham Bandholtz, född 16 november 1690 i Norrköping, död 9 maj 1742 i Varberg, var en svensk militär.
Bandholtz var son till handelsmannen Hartvig Bandholtz. Han blev ryttare vid livregementet 1700, kvartersmästare och adjutant 1702 och kornett där i april 1703. I december 1703 blev han äldste kapten vid Gustaf Adam Taubes dragonregemente. Bandholtz utmärkte sig särskilt vid Posens försvar 1704. Han befordrades i februari 1709 till major men blev 1 juli fången i Kapitulationen vid Perevolotjna. Han vistades under första åren av sin fångenskap i Moskva, och senare i Galitj, varifrån han återkom i maj 1722 med sin hustru från Brabant, som han träffat under fångenskapen. Efter sin återkomst erhöll han i augusti 1723 överstelöjtnants rang och ryttmästares befattning vid södra skånska kavalleriregementet i september 1723. Bandholtz adlades 1727, blev befordrad till major 1729, överstelöjtnant 1735 samt överste och kommendant på Varbergs fästning 1737. Under äldre dagar var han mycket sjuklig och erhöll flera gånger tjänstledigt för vårdande av sin hälsa.